# جورج ماندجيك
جورج كونستانت ماندجيك (بالفرنسية: Georges Constant Mandjeck)‏ (مواليد 9 ديسمبر 1988 في دوالا) لاعب كرة قدم كاميروني يلعب حاليا لصالح نادي رين الفرنسي .

## روابط خارجية
- جورج ماندجيك على موقع الاتحاد الدولي (مؤرشف)  (الإنجليزية)
- جورج ماندجيك على موقع اتحاد تركيا (لاعب) (الإنجليزية)
- جورج ماندجيك على موقع قاعدة بيانات كرة القدم.إي يو (الإنجليزية)
- جورج ماندجيك على موقع بيانات كرة القدم. دي إي (الألمانية)
- جورج ماندجيك على موقع ليكيب (الفرنسية)
- جورج ماندجيك على موقع ناشيونال فوتبول تيمز (الإنجليزية)
- جورج ماندجيك على موقع Soccerway.com (الإنجليزية)
- جورج ماندجيك على موقع كووورة
- جورج ماندجيك على موقع أوليمبيديا (الإنجليزية)
- جورج ماندجيك على موقع AS.com (الإسبانية)